# Элис-Таун
Элис-Таун (англ. Alice Town) — поселение в районе Бимини.
Своё название город получил в честь Алисы Гессенской, дочери королевы Виктории.
Население — 300 человек (2010).
Бимини — самая западная точка Багам, расположенная ближе всего к США и имеющая популярность у американских туристов. Популярность стала расти с введением сухого закона, для покупки партий рома.
Городок представляет собой скопление магазинов, ресторанов и баров вокруг единственной дороги, известной как Королевское шоссе (англ. King’s Highway). Южнее располагается аэропорт, из которого можно добраться до Нассау, Фрипорта или Форт-Лодердейла.
Хотя Элис-Таун и центр Бимини, наиболее населён городок Бейли-Таун, расположенный севернее на берегу залива Порги.

## Галерея

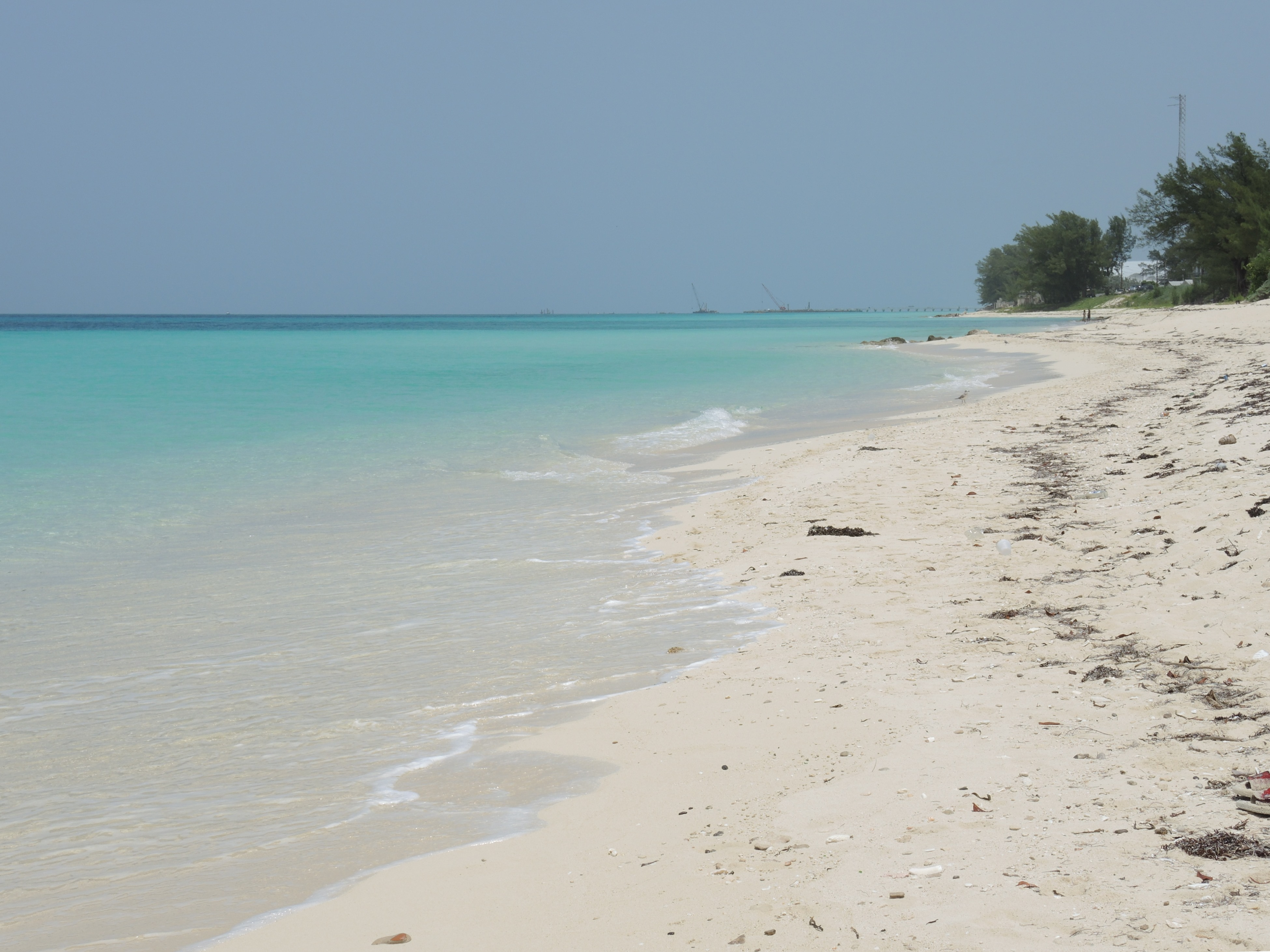
Пляж Элис-Тауна
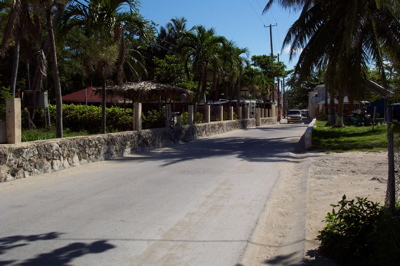
Королевское шоссе
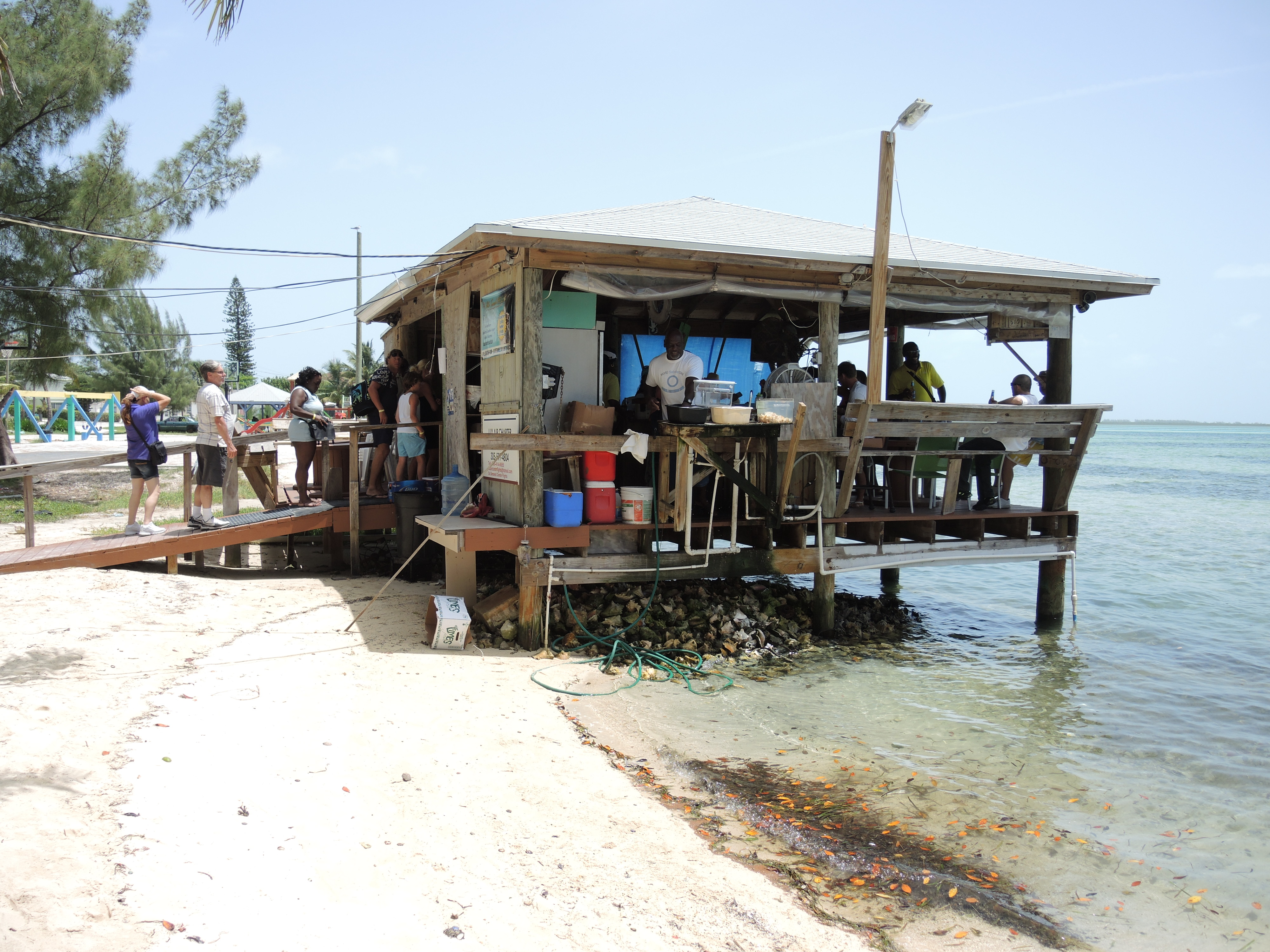
Прибрежный ресторан
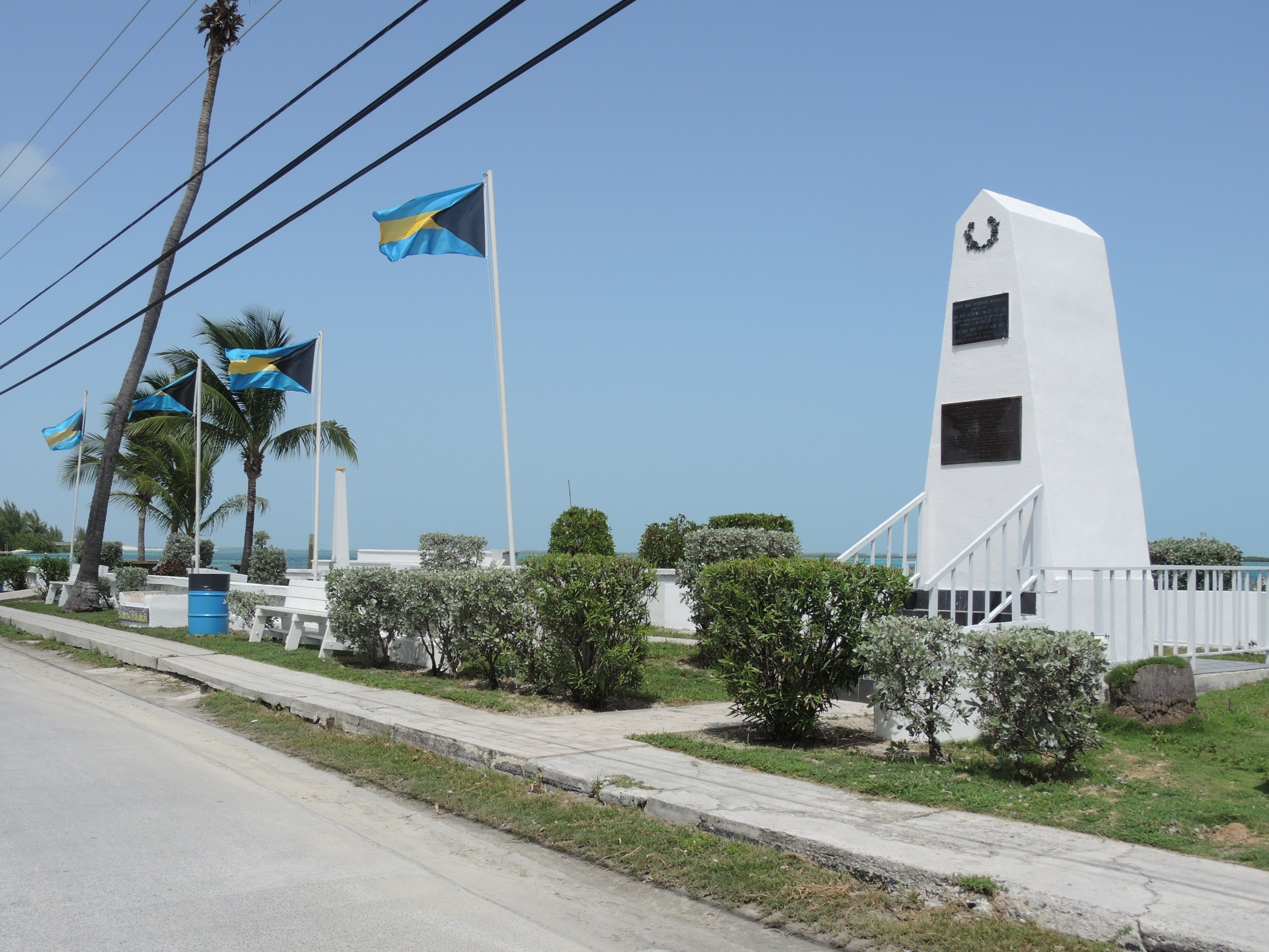
Памятник ветеранам